# Bikupan (tidning)
Bikupan var en dagstidning utgiven  i Malmö från 30 oktober 1868 till 30 december 1869. Fullständiga titeln var Bikupan. Tidning för Arbetare  med titeltillägget Tidning för Allmänheten från 5 oktober 1869 till 30 december 1869.
Tidningen trycktes i  Bernhard Cronholms boktryckeri från 1868 till 24 september 1869 och därefter i C. A. Anderssons & Companis boktryckeri. Som typsnitt användes frakturstil och antikva. Tidningens devis var: Bed och Arbeta! Välmåga, bildning och nöje. Enighet ger styrka till och med 24 september 1869.
Tidningen kom ut en dag i veckan på fredagar till 8 oktober 1869  Tidningen hade  4 sidor i folioformat, 8 spalter på satsytan 35,5 x 21,3 -27,3. Priset för Bikupan var 50 öre 1868 november och december och sedan  3 kronor för 1869. Utgivningsbevis för Bikupan utfärdades för skolläraren Anders Ekeroth den 9 november 1868 och tidningen redigerades av Carl Fridolf Björling.
Historik
Det var Malmö Arbetareförening, bildad 9 november 1867 med redaktören för senare tidningen "Framåt!", Johan Berndt Westenius, som ordförande med första medlemssammanträde 3 januari 1868, som stod bakom tidningen. Ett förslag som uppkommit eftersom Köpenhamns Arbeijderförening gav ut en sådan. Det var delade meningar bland medlemmarna om en sådan skulle utges. Ett provnummer skulle utges den 16 maj 1868 för utvärdering bland medlemmarna. Denna första tidning skulle utges av Westenius med namnet Tidning för Malmö Arbetareförening. Ett ytterligare provnummer gavs ut 23 maj, båda provnumrena tryckta på Carl A. Hellborgs Boktryckeri vid Djäknegatan/ Rundelsgatan i Malmö. Där tog detta första skede slut. Sedan kom då det andra försöket som föll i bättre jord med Anders Ekeroth och Carl Fridolf Björling (även medarbetare i Malmö nya Allehanda). Ett provnummer av "Bikupan" utgavs fredagen 30 oktober 1868 på Bernhard Cronholms Boktryckeri vid Södergatan där tidningens mål angavs och Malmö Arbetareförenings verksamhet skulle redovisas tillsammans med allehanda nyheter. Första numret utgavs fredagen 20 november 1868 och skulle utges varje helgfri fredag. Prenumerationspriset blev 3 rdr för helår, 1,50 rdr för halvår, 75 öre för kvartal och 25 öre för månad. Tidningen såldes också i lösnummer för 6 öre hos ett begränsat antal försäljningsställen i staden. Redaktionen låg vid Stora Nygatan 46 i Malmö (adressnummer innan 1913 års nya adressnummerordning i Malmö). Tisdagen 5 oktober 1869 utgavs tidningen nu på nyanlagda Carl A. Andersson & Co:s (kompanjonen Georg Alfred Nilsson) Boktryckeri vid Rundelsgatan 33. Härefter skulle nästa nummer utkomma en fredag för att därefter utkomma varje helgfri torsdag istället. Anledningen var för att medlemmarna hade sammanträden på fredagarna så de kunde ta del av föreningens nyheter dagen innan. Sista numret utkom 30 december 1869. Däri utlovades sänkta prenumerationspris inför året 1870 med helår för 2 rdr 50 öre, 1,25 för halvår och 75 öre för kvartal. Lösnummerpriset fortfarande 6 öre. Men tidningen upphörde därefter av för lågt inkommet prenumerantantal. Enligt Malmö Handels- och Sjöfartstidning för att tidningen sista tiden införde olika käbbel mellan personer vilket prenumeranterna tröttnade på.